# Herbert Ponting

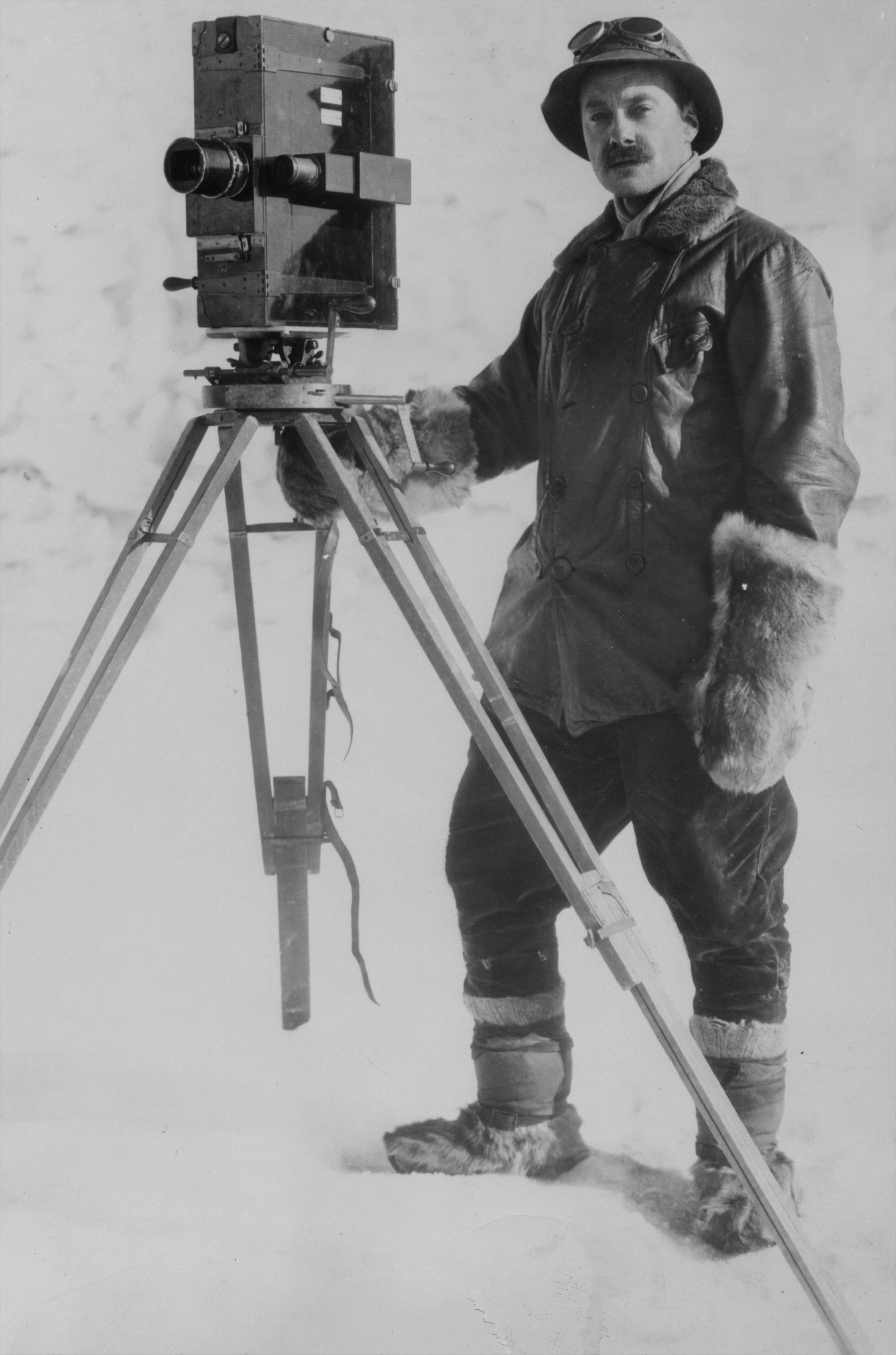
Herbert Ponting: Autoportrét s filmovou kamerou během poslední výpravy polárníka Roberta Falcona Scotta na Antarktidu v lednu roku 1912. Jednalo se o britskou expedici Terra Nova konanou v letech 1910-1913 s cílem dosáhnout Jižního pólu. Snímek ze sbírky Národní knihovny Nového Zélandu, původně soukromé sbírky Bruce Parkera Londýn, Ontario.

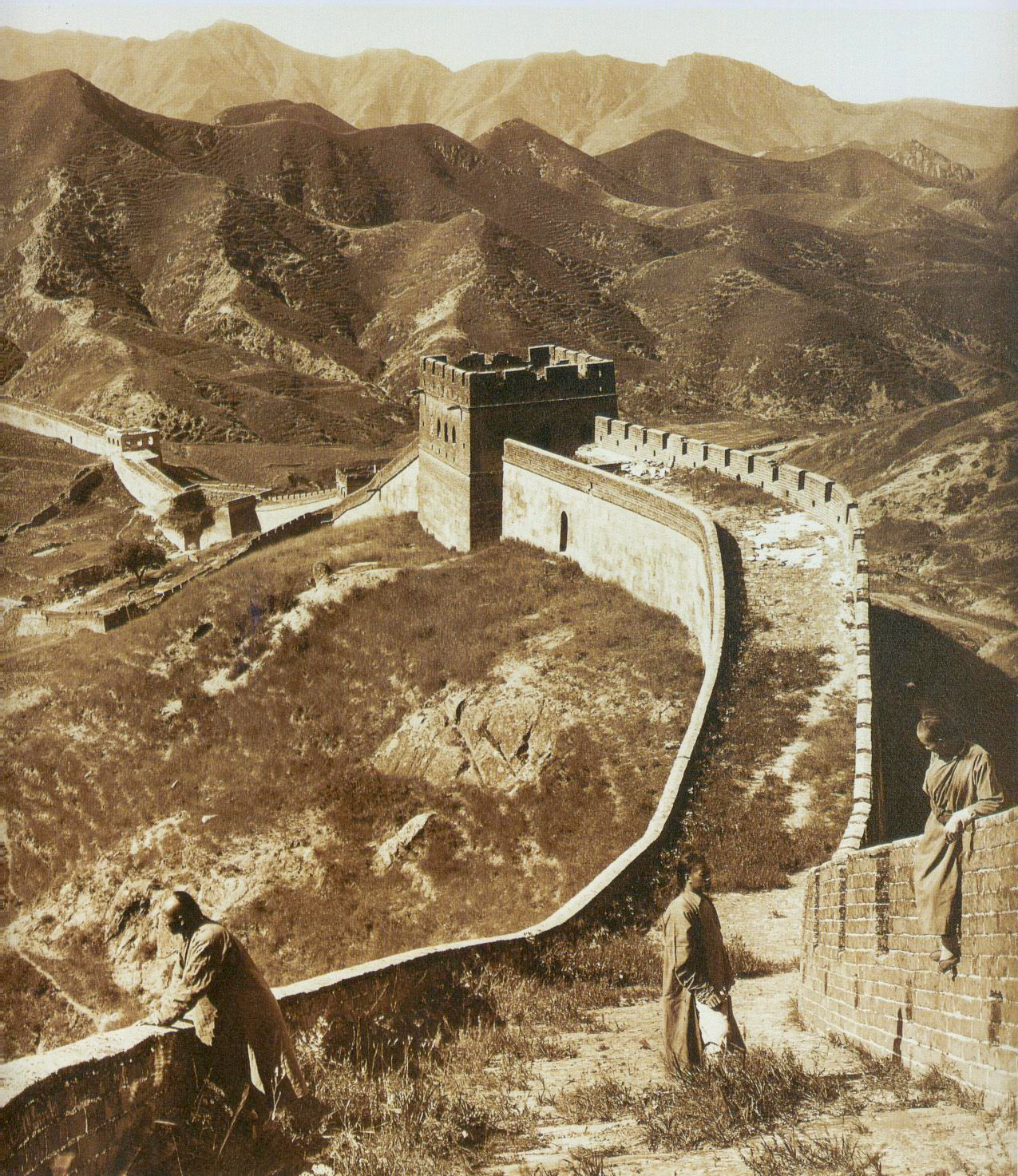
Herbert Ponting: Velká čínská zeď, 1907

Herbert George Ponting (1870 Salisbury, Wiltshire, jižní Anglie - 7. února 1935 Londýn) byl profesionální anglický fotograf. Je známý jako fotograf a kameraman expedice polárníka Roberta Falcona Scotta na Antarktidu Terra Nova konanou v letech 1910-1913 s cílem dosáhnout Jižního pólu. V této roli zachytil některé z nejtrvalejších obrazů Zlatého období dobývání Antarktidy.

## Mládí (před Scottem)
Ponting se narodil v Salisbury, Wiltshire v jižní Anglii v roce 1870. Velmi brzy jej přitahovaly napínavé příběhy amerického západu a ve svých dvaceti letech se přestěhoval do Kalifornie. Tam pracoval jako horník a roku 1890 koupil ranč s ovcemi. Poté, co se mu na ranči nedařilo, začal se v roce 1900 věnovat fotografování na volné noze. Pořídil reportážní snímky o rusko-japonské válce 1904-05, cestoval po Asii, fotografoval ve státech jako Barma, Korea, Java, Čína a Indie. Technický rozvoj tisku umožnil masově prodávat snímky časopisům a publikovat fotografické ilustrace.
Ponting prodával své práce čtyřem předním časopisům v Londýně: Graphic, Illustrated London News, Pearson's Magazine a Strand Magazine. V časopisu Strand se Pontingovy fotografie objevovaly vedle příběhů Sherlocka Holmese od Arthura Conana Doyla, Pontingova současníka.
Ponting pořídil řadu fotografií také v Japonsku, zachycoval krajinu, architekturu, tradice, portréty a v roce 1910 vydal knihu In Lotus-land Japan. Byl zvolen členem Královské geografické společnosti (FRGS). Jeho vybraný smysl pro žurnalistiku a schopnost kombinovat fotografické ilustrace s vyprávěním jej přivedl k účasti na expedici Terra Nova. Stal se tak prvním profesionálním fotografem, který absolvoval antarktickou expedici.

## Expedice Terra Nova a Antarktida
Jako člen „pobřežní skupiny“ se roku 1910 vydal na expedici Terra Nova, která tábořila u Mysu Evans na Rossovu ostrově. Jiná skupina, ve které byl také Robert Falcon Scott, však zahynula na zpáteční cestě z pólu hladem, zimou a vyčerpáním v mimořádně špatném počasí. Stan s těly mrtvých členů výpravy, deníky a sbírkami vědeckého materiálu našla záchranná výprava až 12. listopadu roku 1912.
Tábor „pobřežní skupiny“ obsahoval malou fotografickou tmavou komoru. Ačkoli se expedice konala více než 20 let od vynálezu fotografického filmu, Ponting upřednostňoval vysoce kvalitní a komplikovanější snímky pořízené na skleněné fotografické desky.
Ponting byl jedním z prvních mužů, kteří v Antarktidě použili přenosnou filmovou kameru. Primitivní zařízení zvané cinematograph mohlo pořizovat krátké videosekvence. Ponting měl s sebou také několik autochromových desek a pořídil několik průkopnických barevných fotografií.
Expediční vědci studovali chování velkých antarktických zvířat, zejména kosatky dravé, ploutvonožce (lachtany, mrože,...) a tučňáky. Ponting se snažil dostat co nejblíže k těmto zvířatům, a to jak na lodi Terra Nova na moři tak na ledovci a později na Rossově ostrově. Na počátku roku 1911 ve vodách zálivu McMurdo Sound jen těsně unikl smrti, kdy se kvůli hejnu osmi kosatek odlomila ledová kra, na které zůstal sám i se svou kamerou.

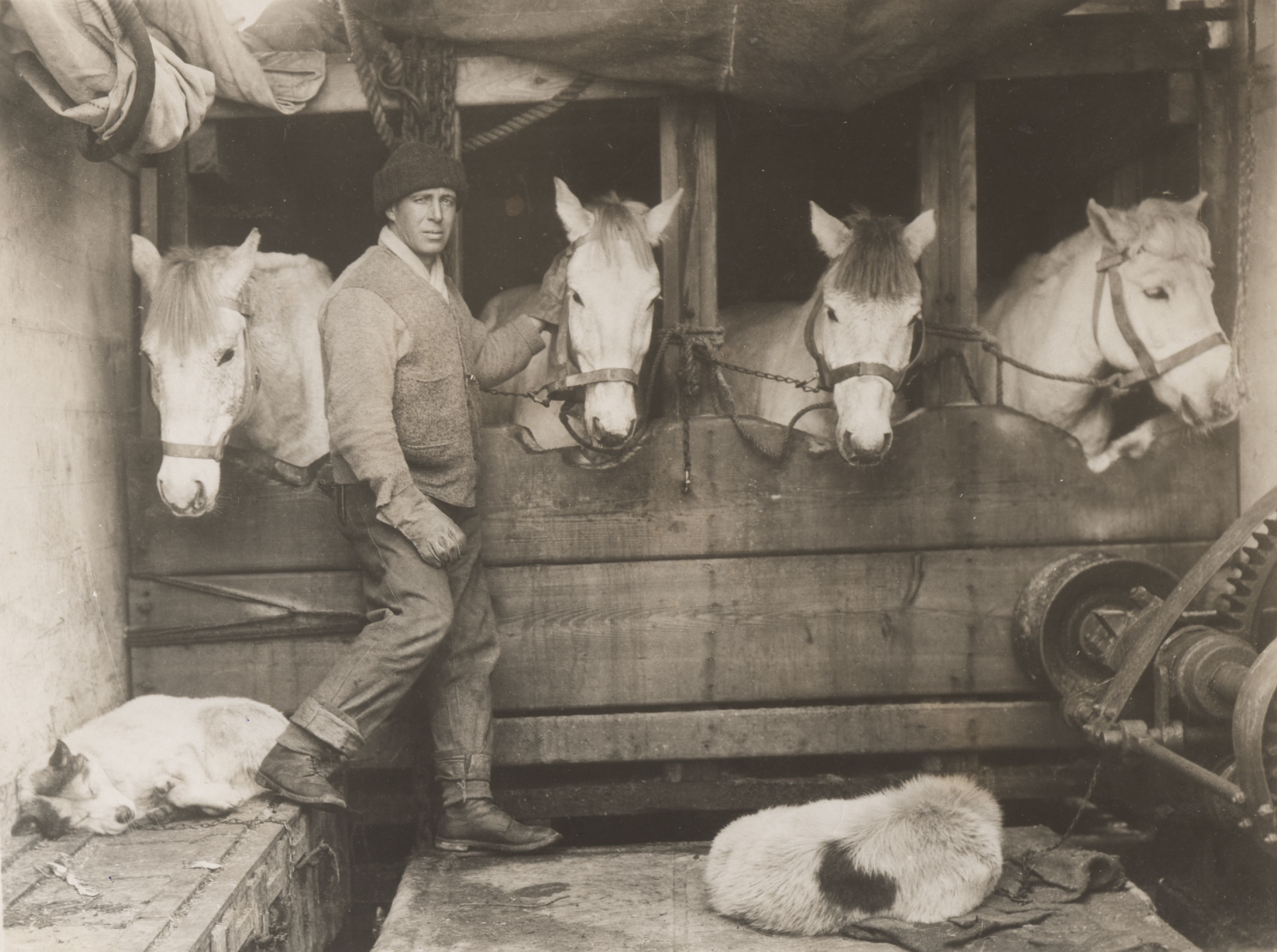
Lawrence 'Titus' Oates se svými koňmi a psy, asi 1911
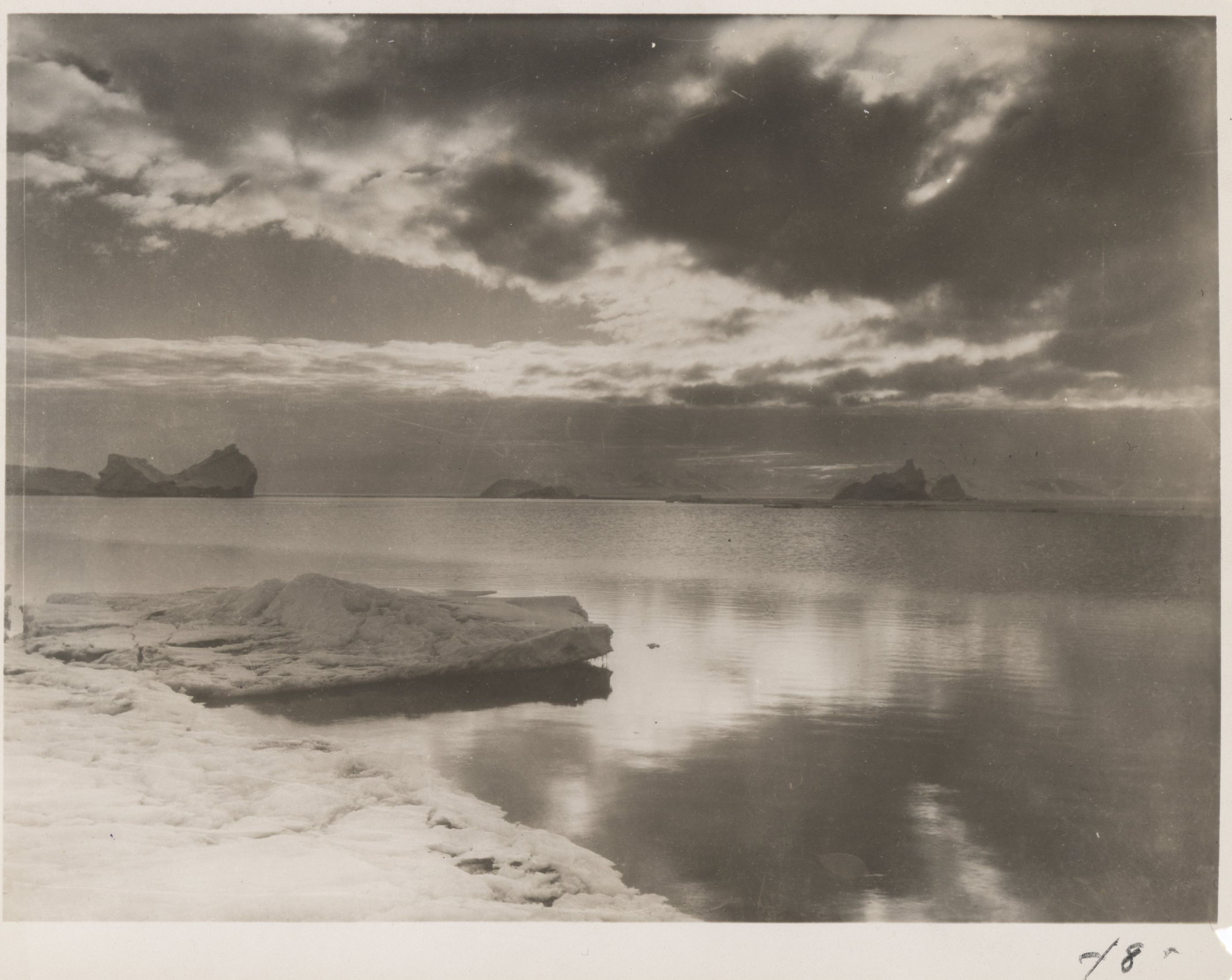
Ledovec
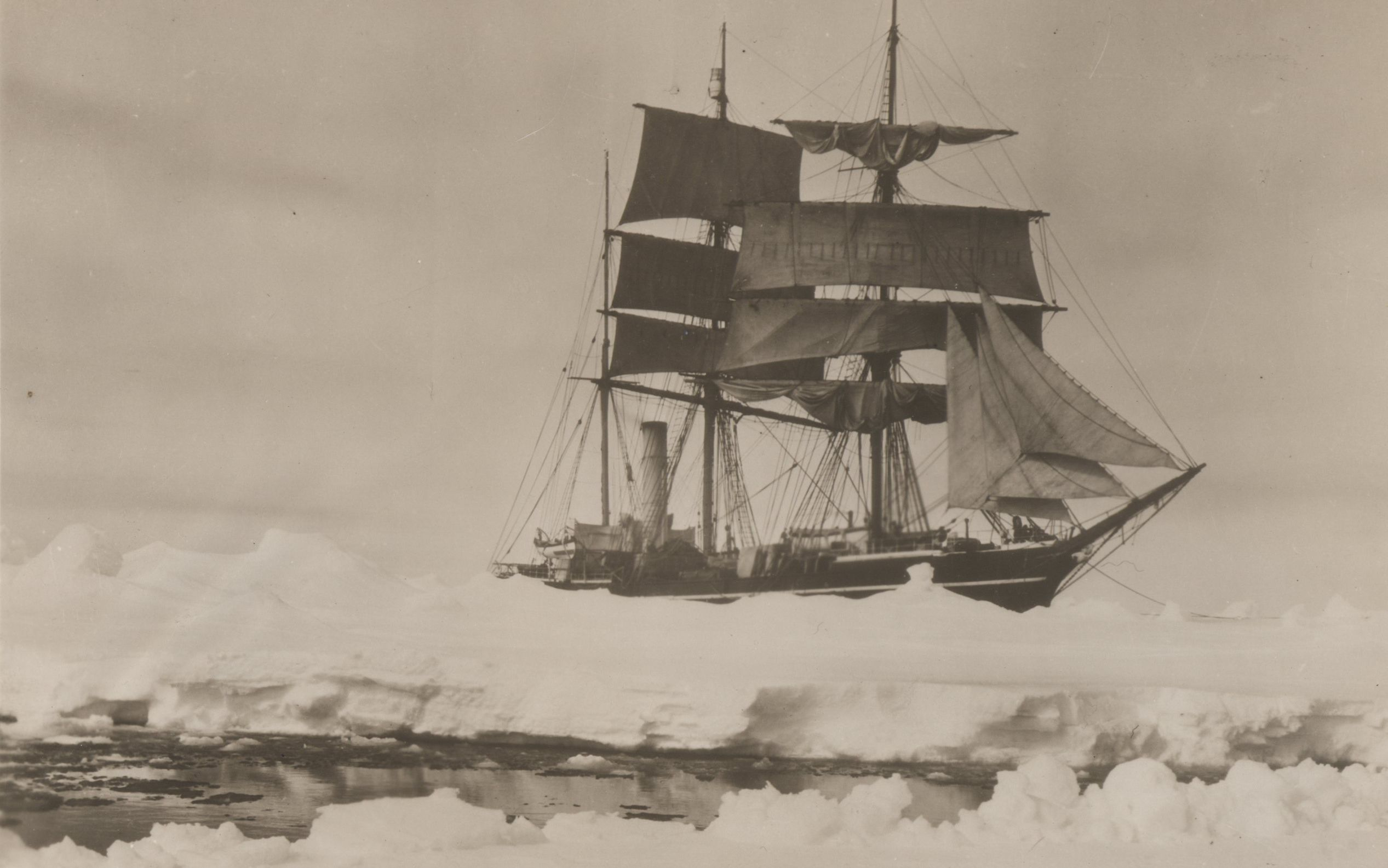
Scottova loď Terra Nova
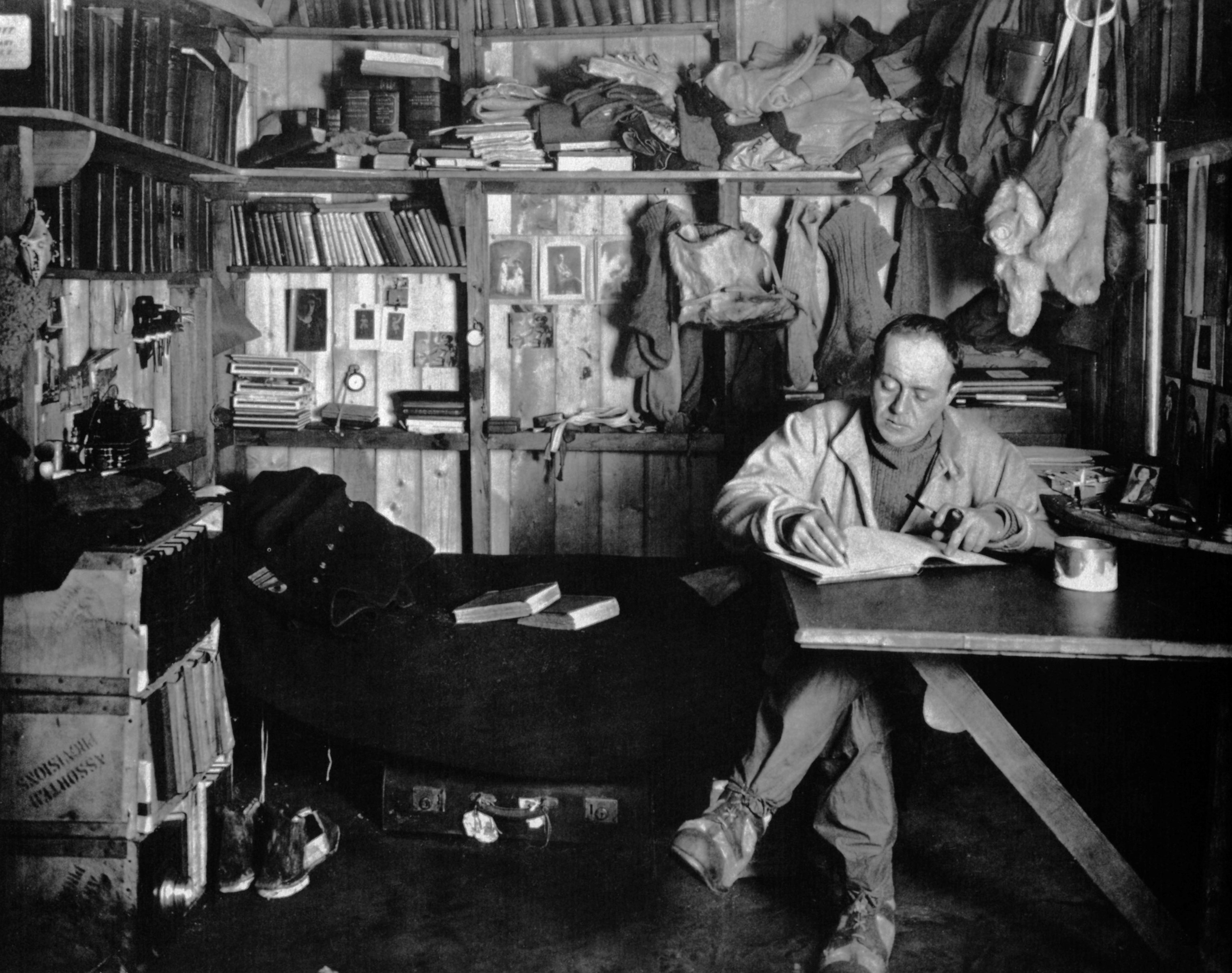
Robert Falcon Scott na základně Cape Evans, asi 1911
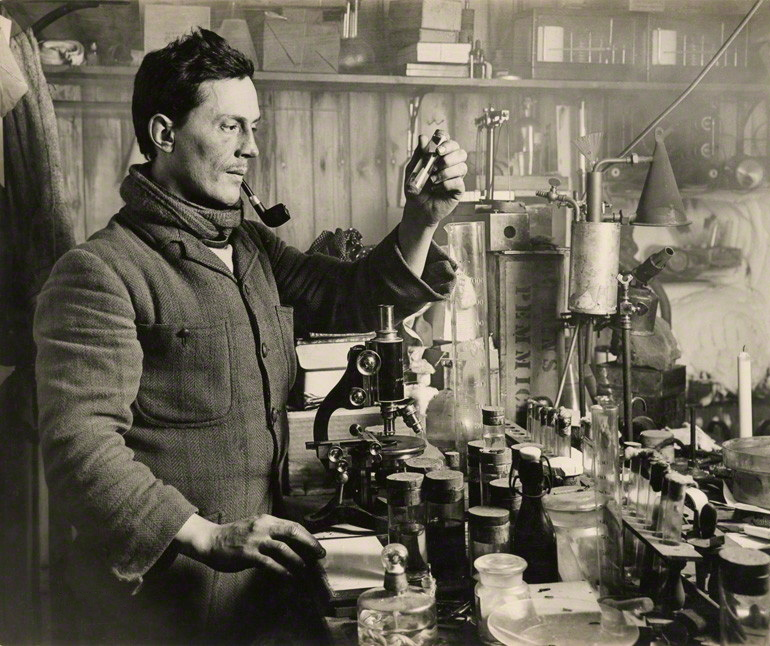
Dr. Edward Atkinson v laboratoři, 15. září 1911, National Library of New Zealand
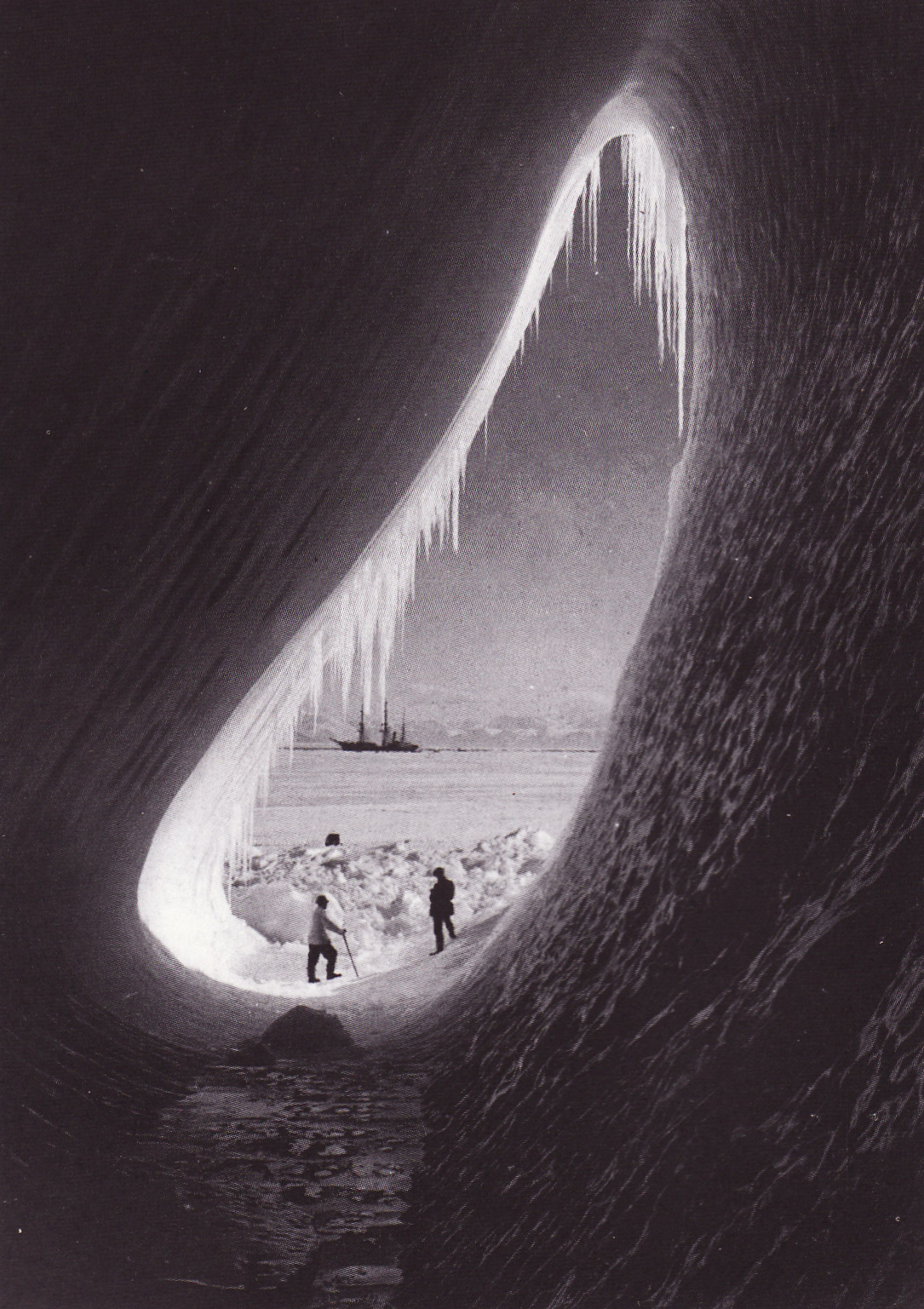
Ledovcová jeskyně, v pozadí loď Terra Nova, 5. ledna 1911, z knihy Les Grands Explorateurs
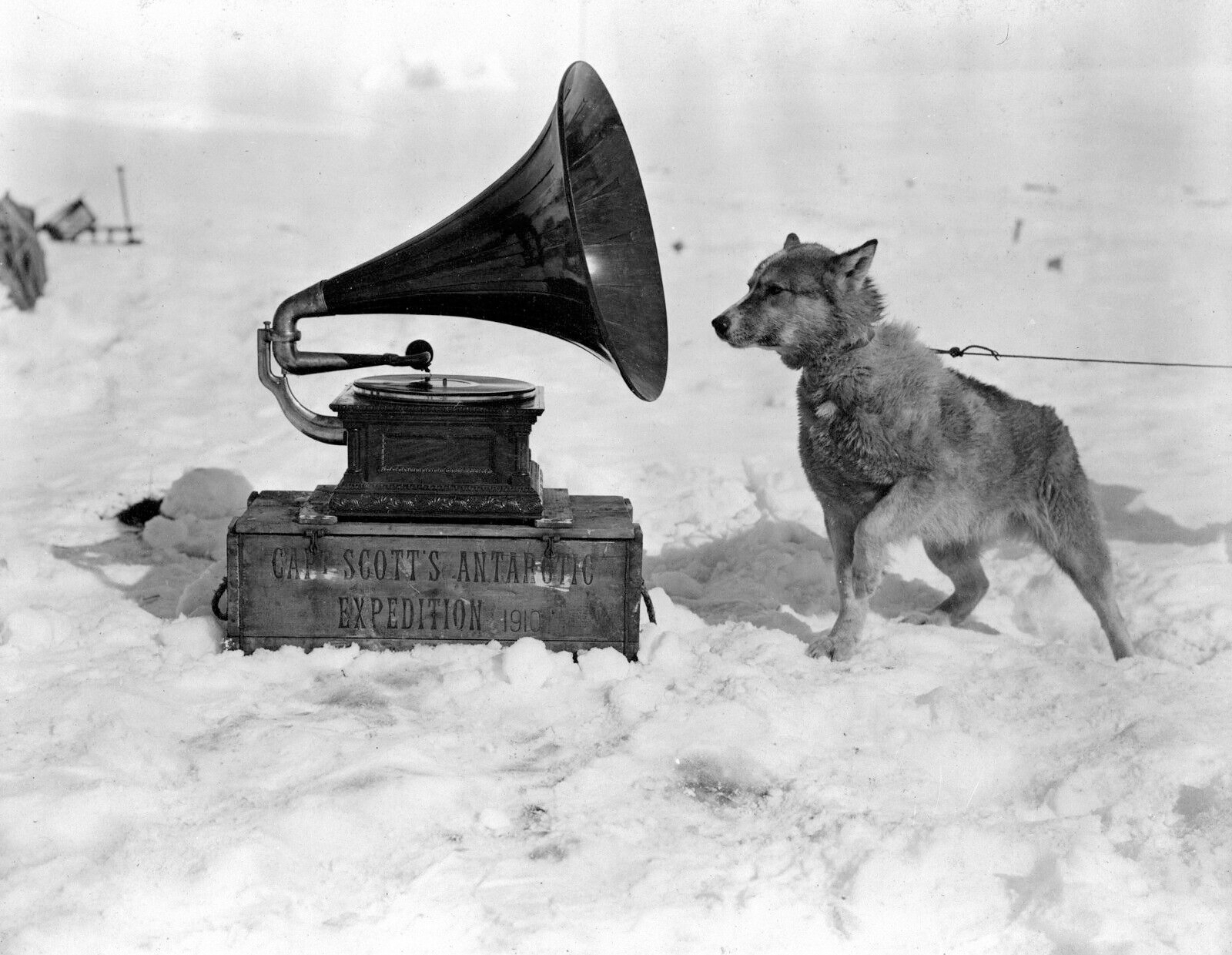
Tažný pes a gramofon, z knihy Les Grands Explorateurs
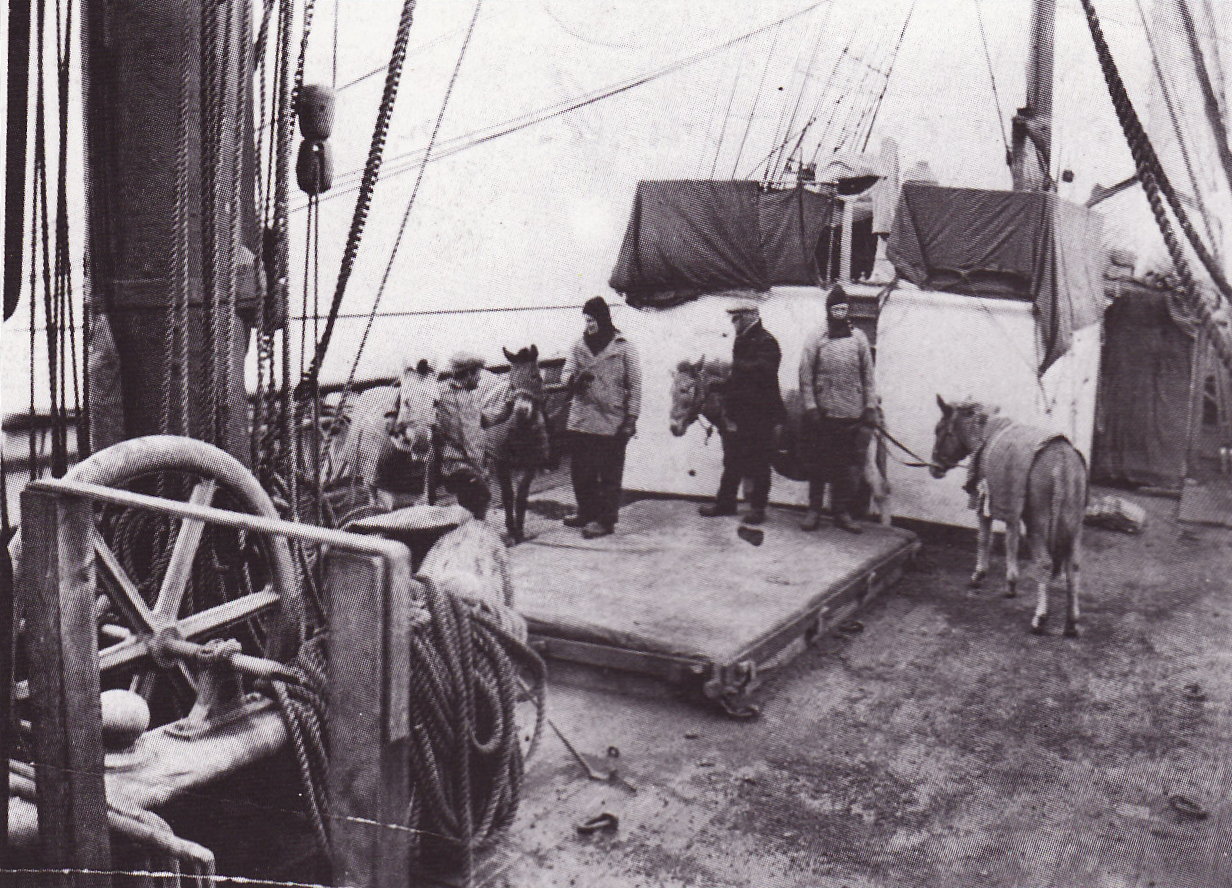
Sibiřští poníci na palubě lodi Terra Nova, 1910, z knihy Les Grands Explorateurs

Během zimy 1911 pořídil Ponting celou řadu fotografií s bleskem Scotta a dalších členů expedice v chatě Cape Evans (Cape Evans hut). Začátek sezóny 1911-1912 Ponting fotografoval další členy výpravy na pobřeží a čekaly zda trek bude úspěšný. Po 14. měsících na mysu Evans, Ponting spolu s osmi dalšími muži, nastoupil na loď Terra Nova a v únoru 1912 se rozhodli k návratu do civilizace, zajistit soupis více než 1700 fotografických desek a sepsat celý příběh expedice. Ponting ještě ve svém vyprávění v roce 1913 očekával návrat kapitána Scotta.

## Život po Scottovi

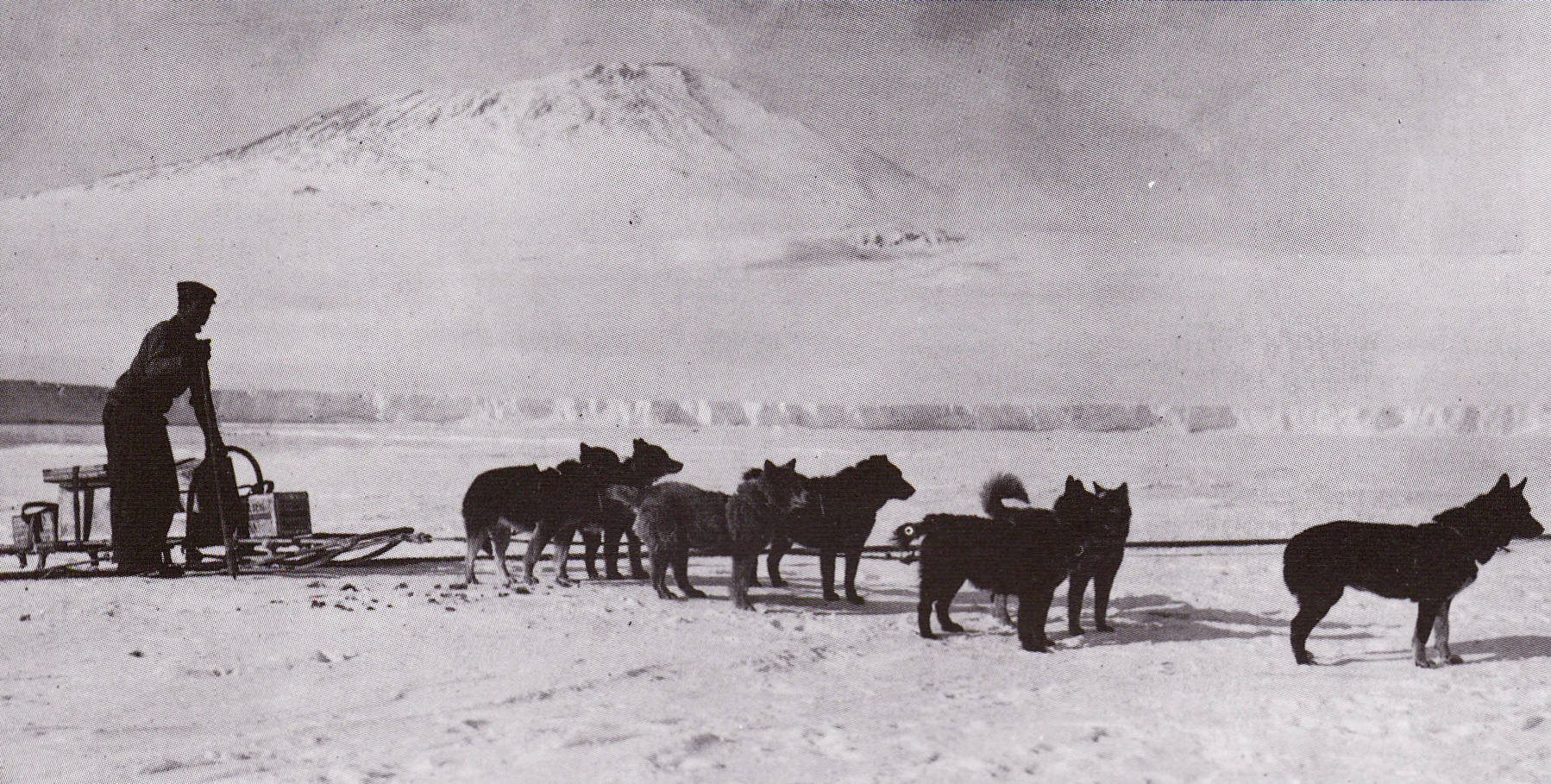
Tažní psi, expedice Terra Nova, z knihy Les Grands Explorateurs

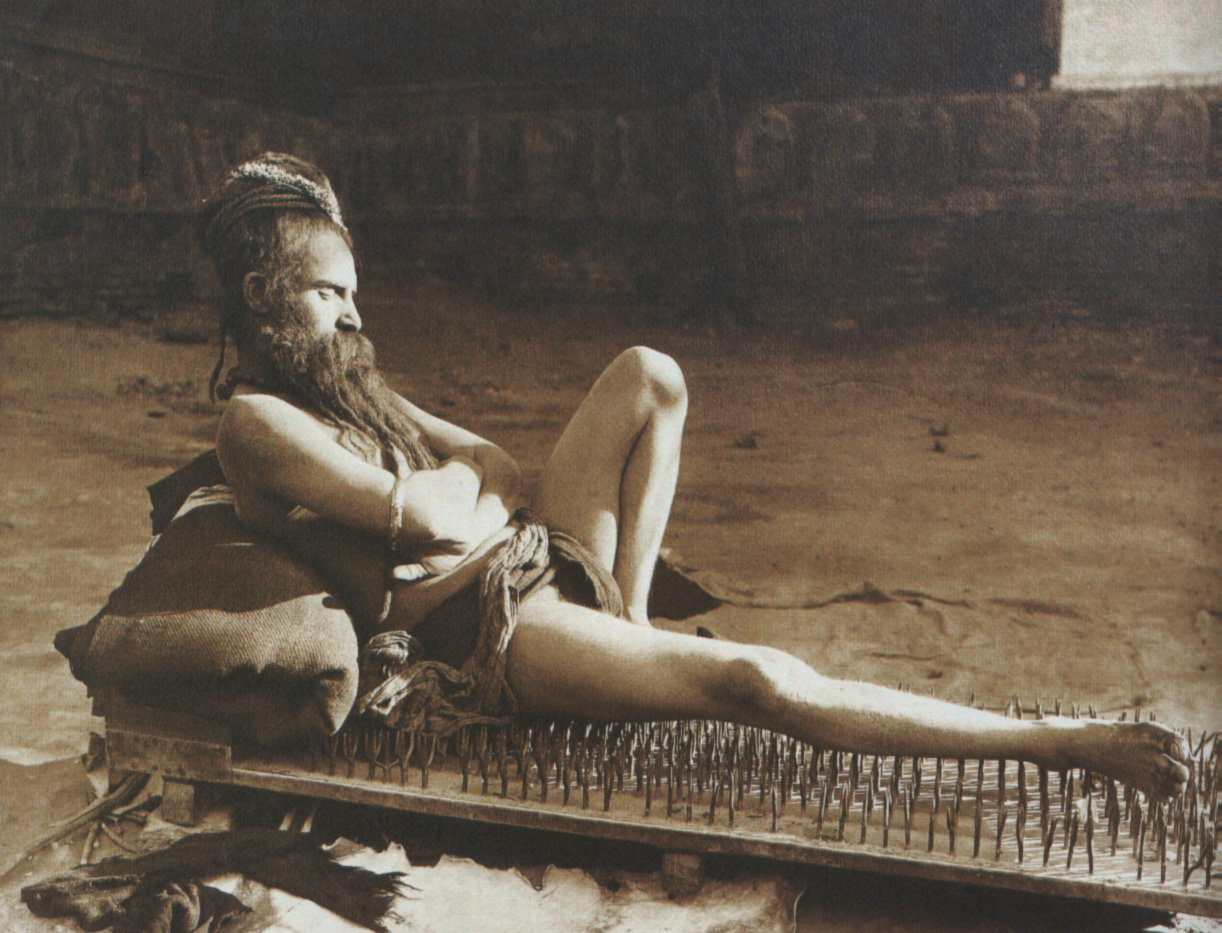
Fakír ve Varanasi, 1907

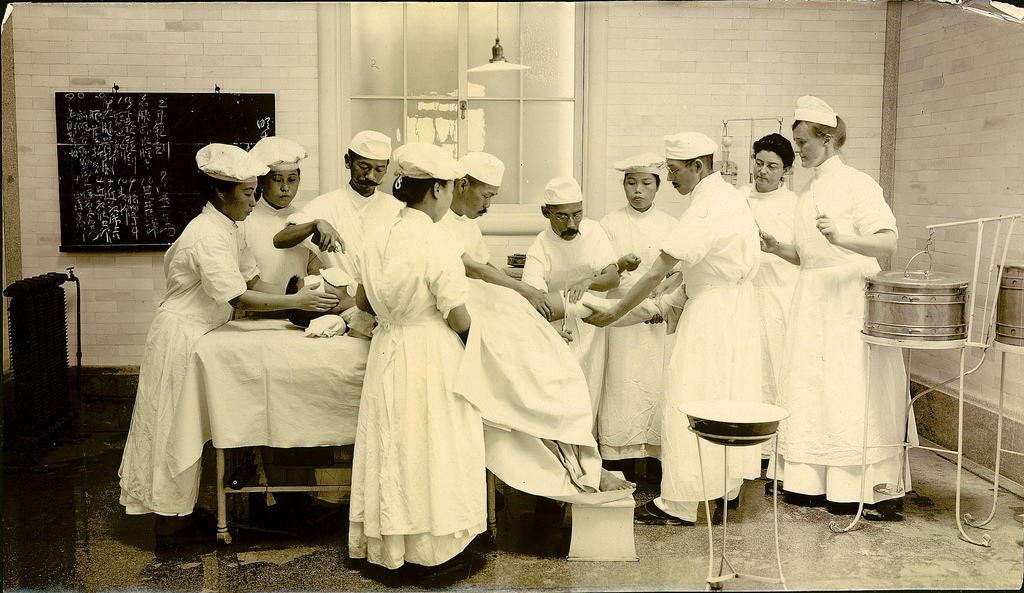
Dr. Anita McGee a americká sestra v Hirošimské nemocnici při operaci pacienta během Rusko-japonské války, 1904

Katastrofální konec "Scottovy poslední expedice" ovlivnil pozdějším život Pontinga i jeho kariéru. Když se Terra Nova vydávala na jih v roce 1910, zanechal za sebou obrovské dluhy. Očekávalo se, že se Scott vrátí z jižního pólu jako celebrita a že bude moci se svými pohyblivými obrázky pořádat one-man show. Skutečně - Pontingovy kinematografické sekvence, společně s magickými diapozitivy promítané laternou magikou byly klíčovým prvkem finanční návratnosti expedice.
Nicméně – záchranná výprava 12. listopadu roku 1912 ve stanu na Rossově ledové pláni v listopadu 1912 nalezla mrtvá těla Scotta a jeho společníků. Byly nalezeny také sbírky vědeckého materiálu a jejich deníky a poznámky. V těchto záznamech polárníci popisovali, jak v posledních dnech „trpí podchlazením, podvýživou a zoufale se snaží dostat se ke skladišti potravin a pohonných hmot, které by je mohly zachránit...“ Scott věděl, že jsou odsouzeni k zániku, a využil svých posledních hodin k tomu, aby sepsal prosby ke svým krajanům, aby se postarali o blaho vdov a pozůstalých.
Výřečné apely zveřejňované v britském tisku, způsobily masivní dary pozůstalým od veřejnosti. Dary uhradily veškeré náklady expedice, peníze byly pečlivě rozdělovány podle postavení a pozice v expedici pro vdovy a pozůstalé. Značný přebytek se použil jako spouštěcí dotace institutu Scott Polar Research Institute (SPRI), pobočky Cambridge University.
Za těchto podmínek se Pontingovy komerční snahy staly nadbytečnými. Brzy poté začala první světová válka.
S koncem války začal přicházet Pontingův archiv do centra zájmu. V roce 1921 vydal fotograficky ilustrovaný příběh expedice s názvem The Great White South, který se stal populárním a úspěšným a pomohl produkovat krátký zvukový film založený na jeho pořízených krátkých videosekvencích s názvem Ninety Degrees South (1933). O Antarktidě také uskutečnil mnoho přednášek. Tato práce mu částečně přinesla osobní kompenzaci, nicméně jeho další fotografické práce na tom tak dobře nebyly.
Ponting zemřel v Londýně v roce 1935.

## Odkaz
Scottův Polární Výzkumný ústav (Scott Polar Research Institute SPRI) koupil Pontingovu sbírku v roce 2004 za 533 000 liber. V roce 2009 SPRI a společnost Salto Ulbeek vydalo několik platinotisků a publikovalo výběr z této kolekce.
Kromě toho byla rekonstruována jedna z Pontingových fotografických temných komor a vystavena ve sbírkách Ferrymead Heritage Park v Christchurch, Nový Zéland.

## Výstavy
- 2010: Dobytí jižního pólu - fotografie Herberta Pontinga, Flo Peters Gallery, Chilehaus C, Pumpen 8, Hamburg, Německo.

## Verše
Ponting je také autorem humorných veršů Spací pytel, které jsou líčeny ve filmu Scott of the Antarctic.